# Werner Witt (Fußballspieler)
Werner Witt (geboren am 21. Oktober 1947 in Dahlen) ist ein ehemaliger deutscher Fußballspieler.
Er spielte von 1969 bis 1972 bei Vorwärts Stralsund. In dieser Zeit spielte er mit dem Stralsunder Verein auch in der höchsten Spielklasse der DDR, der Oberliga, nämlich in der Saison 1971/1972, in der er zehn Mal zum Einsatz kam.